# Fußball-Regionalliga Nordost

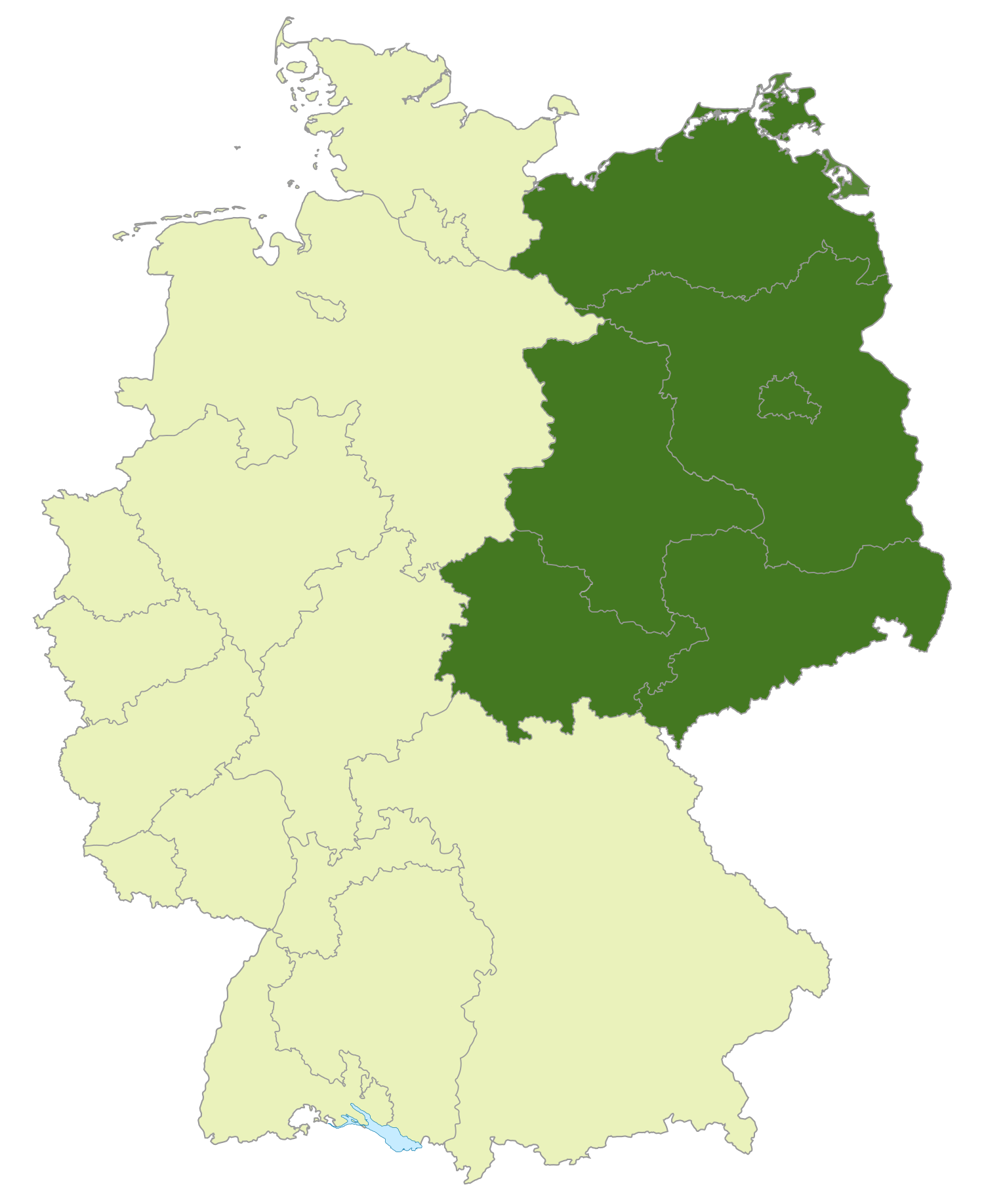
Mapa da atual região nordeste da Regionalliga.

A Fußball-Regionalliga Nordost é o quarto escalão do sistema de ligas de futebol da Alemanha, constituída pelos estados da Berlim, Brandemburgo, Mecklemburgo-Pomerânia Ocidental, Saxônia-Anhalt, Saxônia e Turíngia. Desta forma, inclui os estados que formavam a antiga Alemanha Oriental e Berlim Oriental.
É uma das cinco ligas neste escalão, acompanhada da Regionalliga Bayern, Regionalliga Nord, Regionalliga Südwest e Regionalliga West.
De 1994 a 2000 era parte do terceiro escalão do futebol alemão, até uma reestruturação do sistema de ligas. Na última delas, em 2012, a Regionalliga Nordost voltou a existir.

## Vencedores
| Temporada | Campeão                | Vice-campeão       |
| --------- | ---------------------- | ------------------ |
| 1994–95   | Carl Zeiss Jena        | Sachsen Leipzig    |
| 1995–96   | Tennis Borussia Berlin | 1. FC Union Berlin |
| 1996–97   | FC Energie Cottbus     | Erzgebirge Aue     |
| 1997–98   | Tennis Borussia Berlin | Dynamo Dresden     |
| 1998–99   | Chemnitzer FC          | VfB Leipzig        |
| 1999–2000 | Union Berlin           | Dresdner SC        |
| 2012–13   | RB Leipzig             | Carl Zeiss Jena    |
| 2013–14   | TSG Neustrelitz        | 1. FC Magdeburg    |
| 2014–15   | 1. FC Magdeburg        | FSV Zwickau        |
| 2015–16   | FSV Zwickau            | Berliner AK        |
| 2016–17   | Carl Zeiss Jena        | FC Energie Cottbus |
| 2017–18   | FC Energie Cottbus     | Wacker Nordhausen  |
| 2018–19   | Chemnitzer FC          | Berliner AK        |
| 2019–20   |                        |                    |
| 2020–21   | Viktoria Berlin        | VSG Altglinicke    |
| 2021–22   | BFC Dynamo Berlin      | Carl Zeiss Jena    |
| 2022–23   | FC Energie Cottbus     | Carl Zeiss Jena    |

Fonte: «Regionalliga Nordost». Das deutsche Fussball-Archiv. Consultado em 19 de março de 2008
- Equipes promovidas em negrito.